# Danny Lewicki
Daniel Vladimir Lewicki (Fort William, Ontario, 1931. március 12. – Ontario, 2018. szeptember 25.) Stanley-kupa-győztes kanadai jégkorongozó.

## Pályafutása
1950 és 1963 között volt aktív jégkorongozó. Az NHL-ben 1950 és 1959 között játszott három csapatban, összesen 461 alkalommal. A Toronto Maple Leafs és a New York Rangers színeiben négy-négy, a Chicago Blackhawksban egy idényen át játszott az NHL-ben. 1951-ben a torontói csapattal Stanley-kupa-győztes lett.

## Sikerei, díjai
Toronto Maple Leafs
- Stanley-kupa
  - győztes: 1950–51